# بوتان
بوتان (باللغة الدزونكية: འབྲུག་ཡུལ།، نقحرة: Druk Yul) ورسمياً مملكة بوتان (بالدزونكية: འབྲུག་རྒྱལ་ཁབ་، نقحرة: Druk Gyal Khap) هي بلد غير ساحلي في جنوب آسيا، وتقع في الطرف الشرقي من جبال الهيمالايا. يحدها من الجنوب والشرق والغرب جمهورية الهند، وإلى الشمال جمهورية الصين الشعبية. يفصل بوتان عن دولة النيبال المجاورة في الغرب ولاية سيكيم الهندية، بينما يفصلها عن بنغلاديش في الجنوب ولاية البنغال الغربية. ويطلق البوتانيون على بلدهم اسم دروك يول والتي تعني «أرض التنين».
بوتان واحدة من أكثر بلدان العالم عزلة. جرى تحديث المناطق الحضرية في البلاد بما في ذلك الرحلات الجوية الدولية المباشرة، والإنترنت وشبكات الهاتف المحمول، والتلفزيون. قامت بوتان بالموازنة بين ثقافتها وتقاليدها القديمة مع عملية التحديث تحت فلسفة توجيهية من مؤشر السعادة القومية. حماية البيئة في البلاد أولوية قصوى. وتتخذ الحكومة تدابير كبيرة للحفاظ على الثقافة التقليدية للأمة وهويتها وبيئتها. في سنة 2006، صنفت مجلة بيزنس ويك بوتان أسعد بلد في آسيا، وثامن أسعد البلدان في العالم، نقلا عن مسح عالمي أجرته جامعة ليستر في سنة 2006 يسمى «خريطة السعادة في العالم».
يتنوع المشهد الطبيعي في البلاد بين السهول شبه الاستوائية في الجنوب، إلى مرتفعات جبال هيمالايا في الشمال حيث توجد قمم تتجاوز 7,000 متر (23,000 قدم). الدين الرسمي للدولة هو بوذية الفاجرايانا ويبلغ تعداد السكان نحو 727,145 نسمة وأغلبيتهم بوذية تبتية بينما الهندوسية هي ثاني أكبر الديانات. العاصمة وأكبر المدن هي تيمفو. بعد قرون من الحكم الملكي المباشر نقل الملك العرش طوعاً لابنه، والسلطة إلى الشعب. عقدت أولى الانتخابات الديمقراطية في بوتان في مارس 2008، حيث فاز بها حزب السلام والرخاء (دروك فومتشوم تشوغبا) بهامش ساحق (45 من أصل 47 مقعداً). بوتان عضو في الأمم المتحدة ورابطة جنوب آسيا للتعاون الإقليمي (سارك)، واستضافت قمة السارك السادسة عشر في أبريل 2010. يصل إجمالي مساحة البلاد حالياً 38,816 كيلومتر مربع (14987 ميل مربع).

## أصل التسمية
قد تكون كلمة «بوتان» مشتقة من الكلمة السنسكريتية بو-ؤوتان (भू-उत्थान؛ الأراضي المرتفعة). أو قد تكون اشتقت من بوتا-أنتا، والتي تعني (भोट-अन्त؛ عند نهاية تبت)، حيث أن بوتان توجد في الطرف الجنوبي من التبت.
عرفت بوتان على مدى التاريخ بعدة أسماء مثل لو-مون والتي تعني (بلاد الجنوب المظلمة)، لو تسيندينيونغ (بلاد السند الجنوبية)، لو-مين خازي (البلاد الجنوبية ذات الأطراف المترامية) ولو-مين-يونغ والتي تعني (البلاد الجنوبية ذات الأعشاب الطبية).

## التاريخ
تم العثور على أدوات وأسلحة حجرية، وفيلة وبقايا هياكل حجرية كبيرة تدل على أن بوتان مسكونة منذ 2000 قبل الميلاد تقريباً، رغم عدم وجود سجلات منذ ذلك الوقت. اقترح المؤرخون نظرية بوجود دولة لومون (حرفيا «الظلام الجنوبي»، كدلالة على وجود دين مون المحلي) أو مونيول («أرض الظلام» في إشارة إلى مونبا وهم الشعب الأصلي في بوتان)، والتي قد تكون تواجدت بين 500 قبل الميلاد و 600 ميلادي. تم العثور على أسماء لومون تسيندنجونغ (بلاد خشب الصندل)، وخاشي لومون أو مون الجنوبية (البلد ذو الأربعة طرق) في السجلات التبتية والبوتانية القديمة.
أقدم حدث مسجل في بوتان هو مرور القديس البوذي التبتي بادما سامبافا (المعروف أيضاً باسم غورو رينبوتشي) عام 747. تاريخ بوتان المبكر غير واضح، لأن النيران دمرت معظم السجلات في العاصمة القديمة بونخا في 1827. بحلول القرن العاشر تأثر التطور السياسي لبوتان بتاريخها الديني. برزت العديد من المجموعات الفرعية المختلفة من الطوائف البوذية، والتي رعاها أمراء الحرب المغول. بعد تراجع نفوذ المغول في القرن 14، تنافست هذه الطوائف الفرعية مع بعضها البعض من أجل التفوق على الساحة السياسية والدينية، مما أدى في نهاية المطاف إلى هيمنة طائفة دروكبا كاغيو في القرن 16.
حتى أوائل القرن السابع عشر كانت بوتان عبارة عن خليط من الإقطاعيات المتناحرة، حيث كانت المنطقة موحدة تحت إدارة اللاما التبتي والقائد العسكري شابدرونغ نغاوانغ نامغيال، الذي فر من الاضطهاد الديني في التبت. وللدفاع عن البلاد ضد الغزوات التبتية المتقطعة، قام نامغيال ببناء شبكة الدزونغ (الحصون) المنيعة، وأصدر القوانين التي ساعدت على إخضاع القادة المحليين للسيطرة المركزية. ولا تزال العديد من هذه الدزونغ قائمة وتعمل كمراكز دينية ومراكز إدارة محلية. سجل البرتغالي اليسوعي استفاو كاسيلا وكاهن آخر كأول الأوروبيين زيارة لبوتان في طريقهم إلى التبت. اجتمع الاثنان مع نغاوانغ نامغيال وعرفاه على البارود والأسلحة النارية، والمقراب وعرضا عليه خدماتهما في الحرب ضد التبت، لكن شابدرونغ رفض العرض. بعد إقامة ما يقرب من ثمانية أشهر، كتب كاسيلا رسالة طويلة من دير شاغري للإبلاغ عن أسفاره. يعد هذا التقرير واحداً من بين الوثائق النادرة حول شابدرونغ.
بعد وفاة نامغيال في 1651، انحدرت بوتان إلى حرب أهلية. مستفيدين من الفوضى، هاجم التبتيون بوتان في 1710 ومرة أخرى في 1730 بمساعدة المغول. أحبطت كل الاعتداءات بنجاح وجرى التوقيع على الهدنة في 1759.

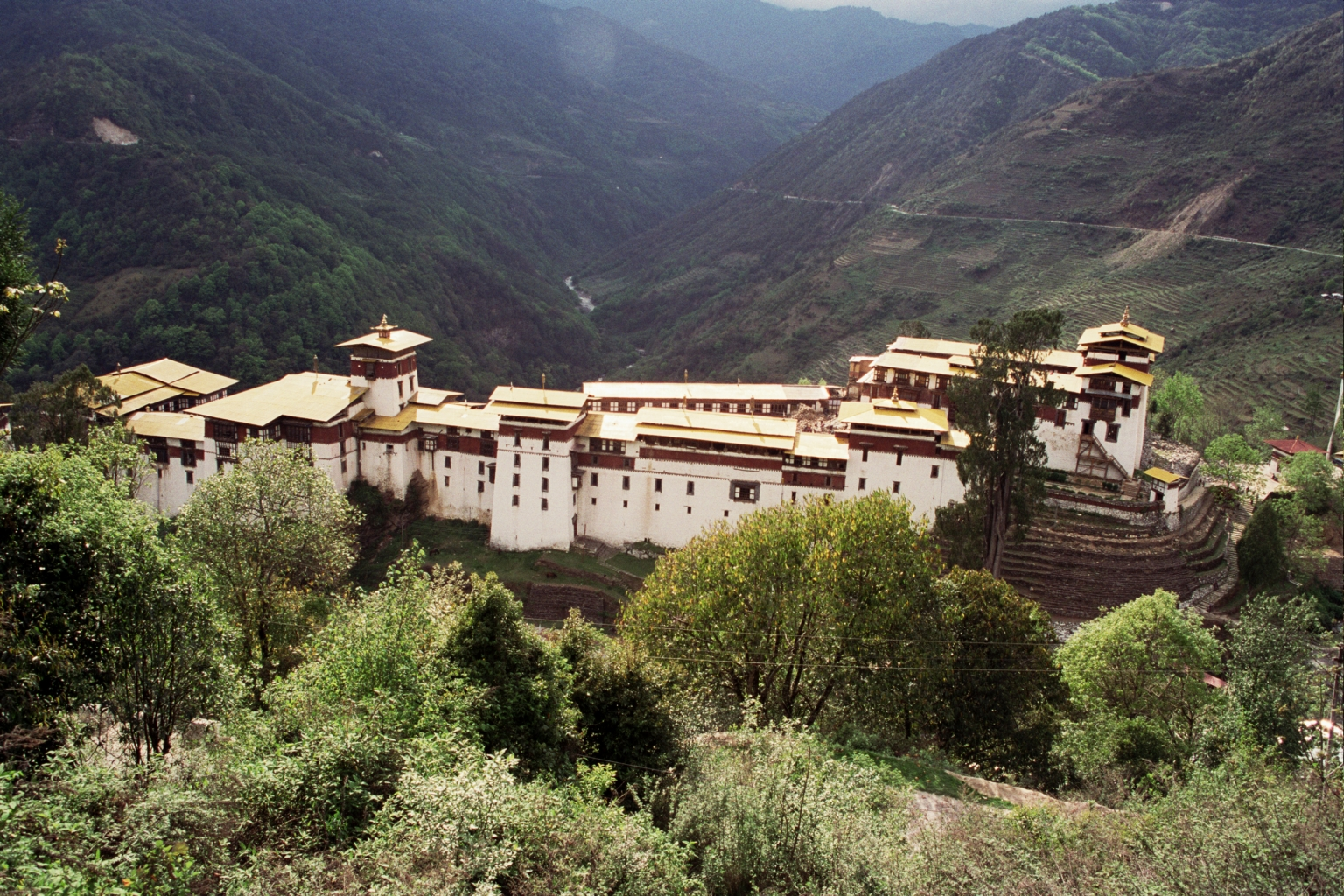
تونغسا دزونغ.

في القرن 18 غزت بوتان واحتلت مملكة كوتش بيهار إلى الجنوب. في 1772، طلبت كوتش بيهار مساعدة شركة الهند الشرقية البريطانية التي نجحت في طرد بوتان، وفيما بعد في مهاجمة بوتان نفسها في 1774. تم التوقيع على معاهدة السلام التي وافقت فيها بوتان على التراجع إلى حدودها ما قبل 1730. ومع ذلك فإن السلام الهش والمناوشات على الحدود مع البريطانيين استمرت لمدة 100 سنة قادمة. أدت المناوشات في النهاية إلى حرب دوار (1864-1865)، وهي مواجهة من أجل السيطرة على دوارات البنغال. بعد خسارة بوتان للحرب، تم التوقيع على معاهدة سينشولا بين الهند البريطانية وبوتان، وكجزء من تعويضات الحرب تم التنازل عن الدوارات إلى المملكة المتحدة مقابل إيجار 50,000 روبية. وانتهت جميع الأعمال العدائية بين الهند البريطانية وبوتان.
خلال سبعينات القرن التاسع عشر أدى الصراع على السلطة بين الوديان المتنافسة بارو وتونغسا، إلى حرب أهلية في بوتان مما سهل في نهاية المطاف صعود يوجين وانغشوك بونلوب (حاكم) تونغسا. من قاعدة نفوذه في بوتان الوسطى هزم يوجين وانغشوك خصومه السياسيين، ووحد البلاد في أعقاب حروب أهلية وثورات عدة في الفترة 1882-1885.

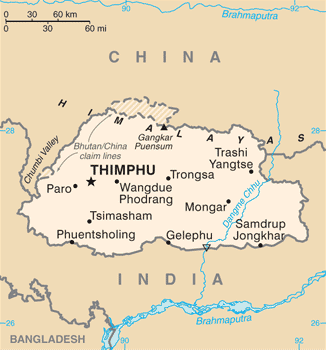
خريطة بوتان.

كان عام 1907 مصيرياً في تاريخ البلاد، حيث اختير يوجين وانغشوك بالإجماع ملكاً وراثياً في البلاد من قبل جمعية من كبار الرهبان البوذيين، والمسؤولين الحكوميين ورؤساء الأسر الهامة. اعترفت الحكومة البريطانية على الفور بالملكية الجديدة. وفي عام 1910 وقعت بوتان على المعاهدة التي «سمحت» لبريطانيا العظمى «بإرشاد» السياسة الخارجية لبوتان. في الواقع، لم يعن هذا الأمر كثيراً نظراً لتحفظ بوتان التاريخي، كما لا يبدو أنه طبق على علاقات بوتان التقليدية مع التبت.
بعد أن حصلت الهند على استقلالها من المملكة المتحدة في 15 أغسطس 1947، أصبحت بوتان واحدة من أوائل البلدان التي تعترف باستقلال الهند. وتم التوقيع على معاهدة مماثلة لتلك التي في عام 1910 مع بريطانيا، فيما يتعلق بالعلاقات الخارجية لبوتان في 8 أغسطس 1949 مع الهند المستقلة حديثاً.
في 1953، أنشأ الملك جيغمي دورجي وانغشوك المجلس التشريعي في البلاد -جمعية وطنية من 130 عضو-، للترويج لشكل أكثر ديمقراطية للحكم. في عام 1965، أنشأ المجلس الملكي الاستشاري، وفي عام 1968 تم تشكيل مجلس الوزراء. في عام 1971 اعترف ببوتان لدى الأمم المتحدة، بعد أن حصلت على منصب مراقب لمدة ثلاث سنوات. في يوليو 1972، صعد جيغمي سينغي وانغشوك على العرش في سن ال 16 بعد وفاة والده دورجي وانغشوك.
في بداية عام 1985 طردت بوتان ما يقرب من 100,000 لوتسامبا، الذين تعود أصولهم إلى المهاجرين النيباليين من القرن التاسع عشر وأوائل القرن العشرين إلى بوتان. لجأ البوتانيون إلى نيبال المجاورة. في مطلع عام 2008 بدأ نقل اللاجئين إلى مختلف البلدان مثل الولايات المتحدة والنرويج وكندا وأستراليا والدنمارك ونيوزيلندا وهولندا.
في أواخر عام 2003، أطلق الجيش البوتاني بنجاح عملية واسعة النطاق لطرد المسلحين المناهضين للهند، والذين كانوا يعملون في معسكرات تدريب جنوب بوتان. طرد الجيش الملكي البوتاني الجبهة المتحدة لتحرير آسام، والجبهة الوطنية الديمقراطية لبودولاند، ومنظمة تحرير كامتابور ومجموعات المتمردين المختبئين في غابات بوتان.

### الإصلاح الديمقراطي والتحديث
قدم الملك جيغمي سينغي وانغشاك إصلاحات سياسية هامة، ونقل معظم صلاحياته الإدارية إلى مجلس الوزراء وسمح بمساءلة الملك بأغلبية الثلثين في الجمعية الوطنية.
في عام 1999، رفعت الحكومة حظراً على التلفاز وشبكة الإنترنت، مما جعل من بوتان واحدة من أواخر البلدان تقديماً للتلفزيون. في كلمته، قال الملك أن التلفزيون كان خطوة حاسمة في تحديث بوتان وكذلك مساهماً رئيسياً في سعادة البلاد (بوتان هي الدولة الوحيدة التي تقيس السعادة) لكنه حذر من أن سوء استخدام التلفزيون سيؤدي إلى تآكل القيم التقليدية البوتانية.
تم تقديم دستور جديد في أوائل عام 2005. وفي ديسمبر 2005 أعلن جيغمي سينجاي وانغشوك أنه سيتنازل عن العرش لصالح ابنه في عام 2008. في 14 ديسمبر 2006 أعلن أنه سيتنحى فوراً. دخلت بوتان عهداً جديداً من الديمقراطية الليبرالية، بدءاً من أول انتخابات برلمانية وطنية في ديسمبر 2007 ومارس 2008.
يوم 6 نوفمبر 2008، استلم جيغمي خيشار نمجيل وانغشاك ذو 28 عاماً والابن الأكبر للملك جيغمي سينغي وانغشاك الملك ليفتتح بمناسبة بذلك حقبة جديدة في تاريخ هذه المملكة الواقعة في جبال الهيمالايا.

## الحكومة والسياسة

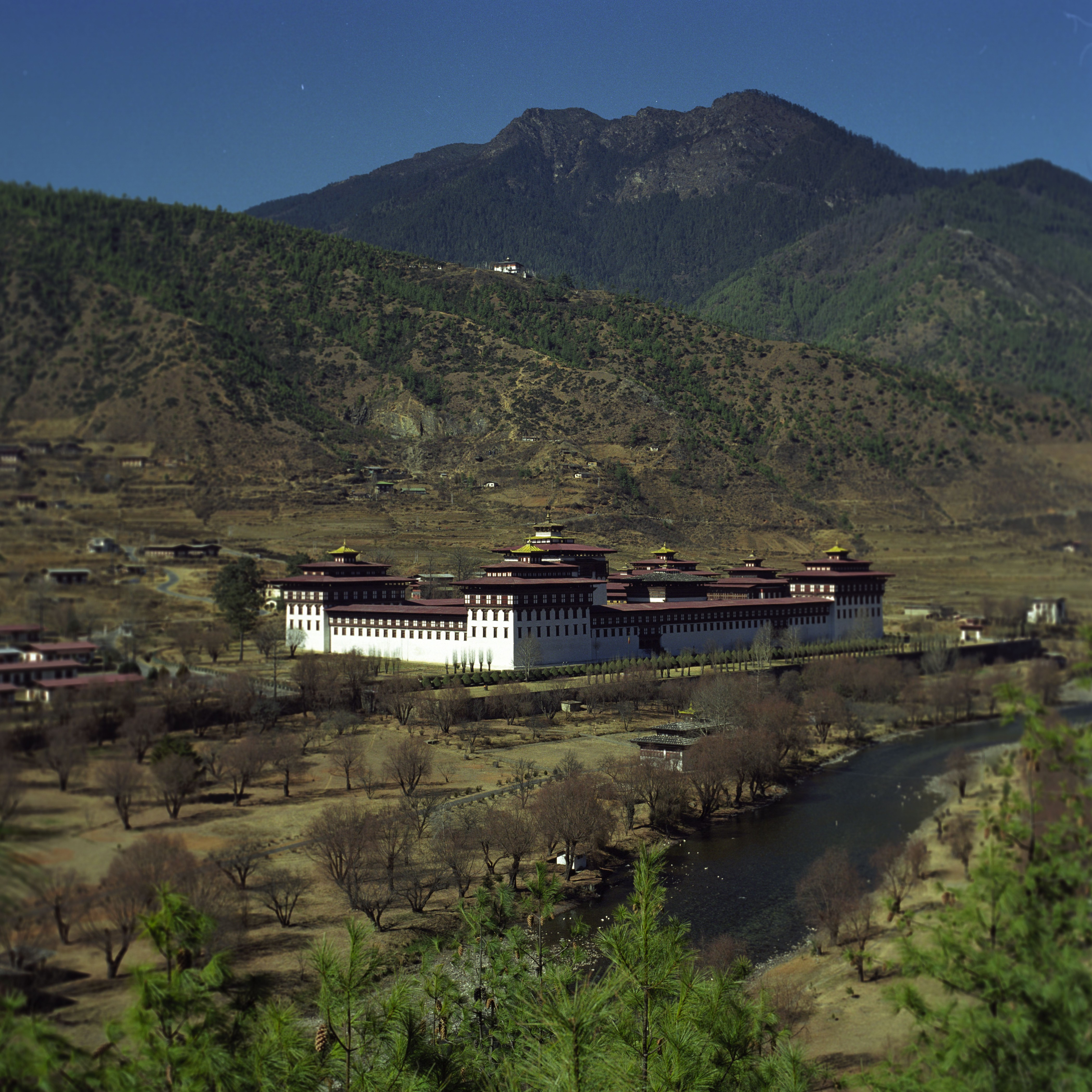
مشهد لتاشيشويدزونغ في تيمفو، مقر الحكومة البوتانية منذ 1952.

تطور النظام السياسي في بوتان من الملكية المطلقة إلى ملكية دستورية. في عام 1999، أنشأ الملك الرابع لبوتان هيئة تسمى لينجي تسونغتشوغ (مجلس الوزراء). ملك دروك يول (دروك جيالبو) هو قائد الدولة. تمارس السلطة التنفيذية من قبل مجلس الوزراء. بينما تناط السلطة التشريعية في كل من الحكومة والجمعية الوطنية الكبرى السابقة.
في 17 ديسمبر 2005، أعلن الملك الرابع جيغمي سينغي وانغشاك في مفاجئة للأمة انعقاد أولى الانتخابات عامة في عام 2008، وأنه سوف يتنازل عن العرش لصالح ابنه البكر، ولي العهد. نصب الملك جيغمي خيشار نمجيل وانغشاك على العرش يوم 14 ديسمبر 2006 بناء على تنازل والده. اقتلد جيجمي خيسار نامجيل وانجتشوك غراب بوتان في حفل تتويجه في تيمفو في الخميس 6 نوفمبر 2008، ليصبح أصغر ملك في العالم في وقته وقائد أحدث الديمقراطيات.
يتألف النظام الديمقراطي الجديد من مجلسين أعلى وأدنى، وهذا الأخير مبني على أساس الانتماءات الحزبية السياسية. أجريت انتخابات مجلس الشيوخ (المجلس الوطني) في 31 ديسمبر 2007، في حين أجريت انتخابات مجلس النواب لسبعة وأربعين مقعداً من الجمعية الوطنية في 24 مارس 2008. تنافس اثنان من الأحزاب السياسية، حزب الشعب الديمقراطي الذي يرأسه سانغاي نغيدوب، ودروك فينسوم تشوغبا برئاسة جيغمي ثينلي في انتخابات الجمعية الوطنية. فاز حزب دروك فينسوم تشوغبا في الانتخابات بمجموع 45 من أصل 47 مقعداً في البرلمان.
تناط السلطة القضائية في محاكم بوتان. رئيس المحكمة العليا هو الرئيس الإداري للقضاء.

### القوات المسلحة
جيش بوتان الملكي هو قوات بوتان العسكرية، يشمل الحرس الملكي وشرطة بوتان الملكية. العضوية طوعية والحد الأدنى لسن التجنيد هو 18 سنة. تبلغ أعداد المتطوعين في الجيش نحو 16,000 عسكري يدربهم الجيش الهندي. تبلغ ميزانيته السنوية نحو 13.7 مليون دولار أي 1.8% من الناتج المحلي الإجمالي. كونها بلداً غير ساحلي، لا تمتلك بوتان سلاح بحرية.

## العلاقات الخارجية

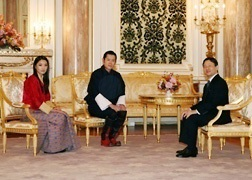
الملك جيغمي خيسار نامجيل وانجتشوك والملكة جيتسون بيما من بوتان مع ناروهيتو ملك اليابان.

في 2007، وقعت بوتان والهند على معاهدة جديدة توضح أن لبوتان السيادة في علاقاتها الخارجية الخاصة وتحل محل المعاهدة الموقعة في 1949. لا يزال يساء تفسير المعاهدة القديمة في بعض الأحيان على أنها تعني أن للهند السيطرة على الشؤون الخارجية لبوتان، ولكن حكومة بوتان تعالج جميع الشؤون الخارجية الخاصة بها بما في ذلك الحساسة (إلى الهند) منها بخصوص مسألة ترسيم الحدود مع الصين. تقيم بوتان علاقات دبلوماسية مع 21 بلداً ومع الاتحاد الأوروبي ولديها بعثات في الهند وبنغلاديش وتايلاند والكويت. تمتلك أيضاً بعثتين في الأمم المتحدة واحدة في نيويورك والأخرى في جنيف. لكل من الهند وبنغلاديش فقط سفارات في بوتان في حين لتايلاند مكتب قنصلي.
بموجب معاهدة طويلة الأمد، يستطيع المواطنون الهنود والبوتانيون التنقل عبر البلدين دون الحاجة لجواز سفر أو تأشيرة باستخدام بطاقات الهوية الوطنية. كما يجوز للمواطنين البوتانيين العمل أيضاً في الهند دون قيود قانونية. لا تربط بوتان علاقات دبلوماسية رسمية مع جارتها الشمالية جمهورية الصين الشعبية وذلك على الرغم من أن تبادل الزيارات على مختلف المستويات بين البلدين قد ازداد بشكل ملحوظ في الآونة الأخيرة. وقع أول اتفاق ثنائي بين الصين وبوتان في عام 1998، كما أنشئت بوتان أيضاً قنصليات فخرية في ماكاو وهونغ كونغ. حدود بوتان مع الصين غير مرسمة في معظمها وبالتالي متنازع عليها في بعض الأماكن. حوالي 269 كيلومتر مربع لا تزال قيد المناقشة بين الصين وبوتان.
في 13 نوفمبر 2005، عبر الجنود الصينيون الحدود إلى الأراضي المتنازع عليها بين الصين وبوتان وبدؤوا بناء الطرق والجسور. نقل وزير خارجية بوتان خاندو وانغتشوك هذه المسألة إلى السلطات الصينية بعد أن أثيرت هذه القضية في البرلمان البوتاني. رداً على ذلك قال المتحدث باسم وزارة الخارجية الصينية تشين تشانغ أن الحدود لا تزال محط نزاع وأن الجانبين لا يزالان مستمرين في العمل من أجل التوصل إلى حل سلمي ودي للنزاع. نقل ضابط استخبارات هندي أن الوفد الصيني أبلغ بوتان أنهم «يبالغون» في ردود أفعالهم. بينما قالت صحيفة كوينسيل البوتانية أن الصين قد تستخدم هذه الطرق لتطالب بالمزيد من الأراضي على طول الحدود.
يوم 8 فبراير 2007، تمت مراجعة معاهدة الصداقة الهندية البوتانية بي دي إف  (30.6 KB). تنص المادة الثانية في معاهدة عام 1949 أن: «تتعهد حكومة الهند بعدم التدخل في الشؤون الداخلية لبوتان. من جانبها توافق حكومة بوتان على أن تستشير حكومة الهند في ما يتعلق بشؤونها الخارجية». أما في المعاهدة المنقحة الحالية «تماشياً مع الالتزام بعلاقات الصداقة والتعاون الوثيقة بين بوتان والهند، ستتعاون حكومة مملكة بوتان وحكومة جمهورية الهند بشكل وثيق مع بعضهما البعض بشأن القضايا المتصلة بمصالحهما الوطنية. لا يجوز لأي حكومة أن تسمح باستخدام أراضيها لأنشطة تضر بالأمن القومي ومصلحة الجهة الأخرى.» تشمل المعاهدة المنقحة أيضاً: «و إذ تؤكد الدولتان من جديد احترامهما لاستقلال كل منهما وسيادته وسلامة أراضيه» وهو أحد العناصر التي كانت غائبة في النسخة السابقة. توضح معاهدة الصداقة بين الهند وبوتان في 2007 حالة بوتان كدولة مستقلة وذات سيادة.
لا تمتلك بوتان أية علاقات رسمية مع الولايات المتحدة  أو روسيا أو الصين أو المملكة المتحدة أو فرنسا. يتم إجراء الاتصالات الرسمية مع الولايات المتحدة من خلال السفارة الأميركية في نيودلهي.

## الجغرافيا

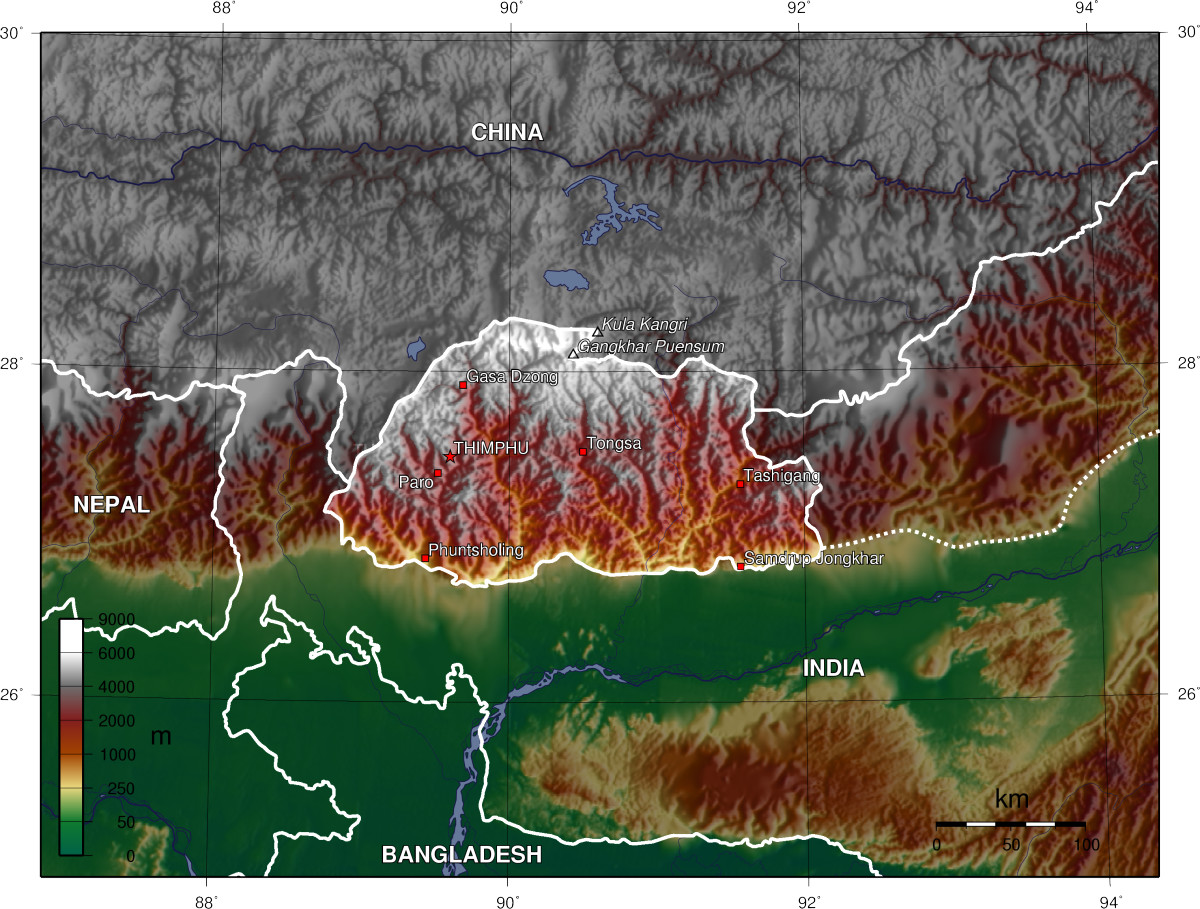
خريطة طبوغرافية لبوتان

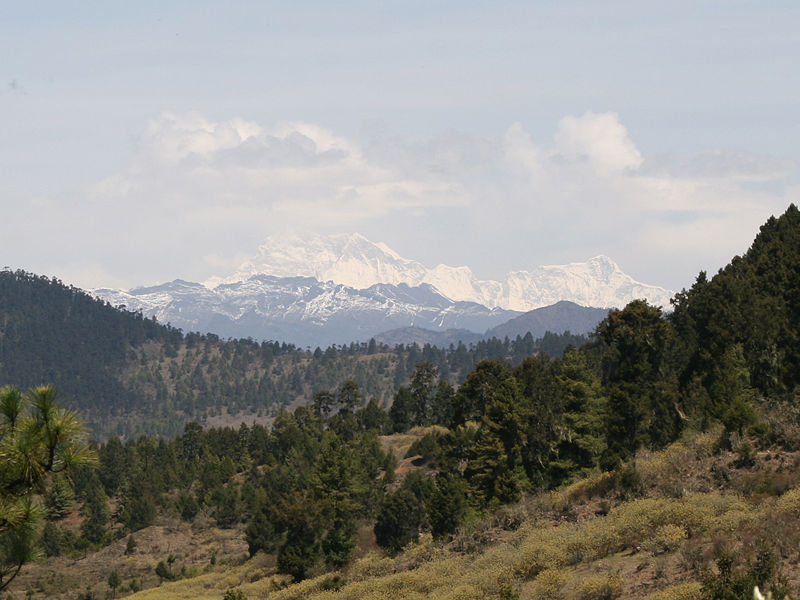
جانغخار بوينسوم مرئية من أورا لا في بوتان.

تتألف المنطقة الشمالية من البلاد من جنبات ومروج جبال الهيمالايا الشرقية وصولاً إلى قمم الجبال الجليدية بوجود المناخ البارد جداً على أعلى الارتفاعات. تزيد معظم القمم في الشمال على 7,000 متر (23,000 قدم) فوق مستوى سطح البحر بينما يصل ارتفاع أعلى نقطة في بوتان (جانغخار بوينسوم) إلى 7570 م (24,840 قدم)،  ويعرف بكونه أعلى الجبال غير المتسلقة في العالم. أدنى نقطة في البلاد تقع عند 97 متر (318 قدم) وهي في وادي درانغمي تشهو حيث يعبر النهر الحدود مع الهند. تسقى الوديان في سفوح الهملايا من الأنهار التي تغذيها الثلوج مما يوفير المرعى للثروة الحيوانية التي يديرها عدد قليل من الرعاة المهاجرين.
تشكل الجبال السوداء في المنطقة الوسطى من بوتان حداً فاصلا بين نظامين أنهار رئيسيين هما مو تشهو ودرانغمي تشهو. يبلغ ارتفاع الجبال السوداء بين 1500 و 2700 متر (4900 و 8900 قدم) عن مستوى سطح البحر، كما حفرت الأنهار سريعة الجريان أودية عميقة في المناطق الجبلية المنخفضة. تتألف غابات الجبال الوسطى في بوتان من الغابات الصنوبرية لجبال الهيمالايا الشرقية في المرتفعات وغابات الأشجار ذات الأوراق العريضة في جبال الهيمالايا الشرقية في الارتفاعات المنخفضة. توفر الغابات في المنطقة الوسطى معظم إنتاج الغابات في بوتان. تعد أنهار تورسا ورايداك وسانكوش وماناس الأنهار الرئيسية في بوتان والتي تتدفق عبر هذه المنطقة، يعيش معظم السكان في المرتفعات الوسطى.

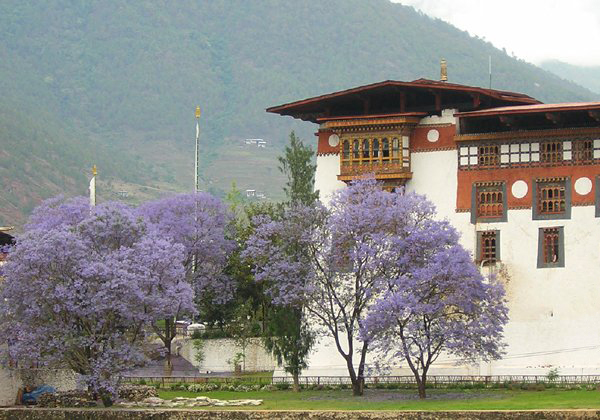
أشجار جاكاراندا في بوتان

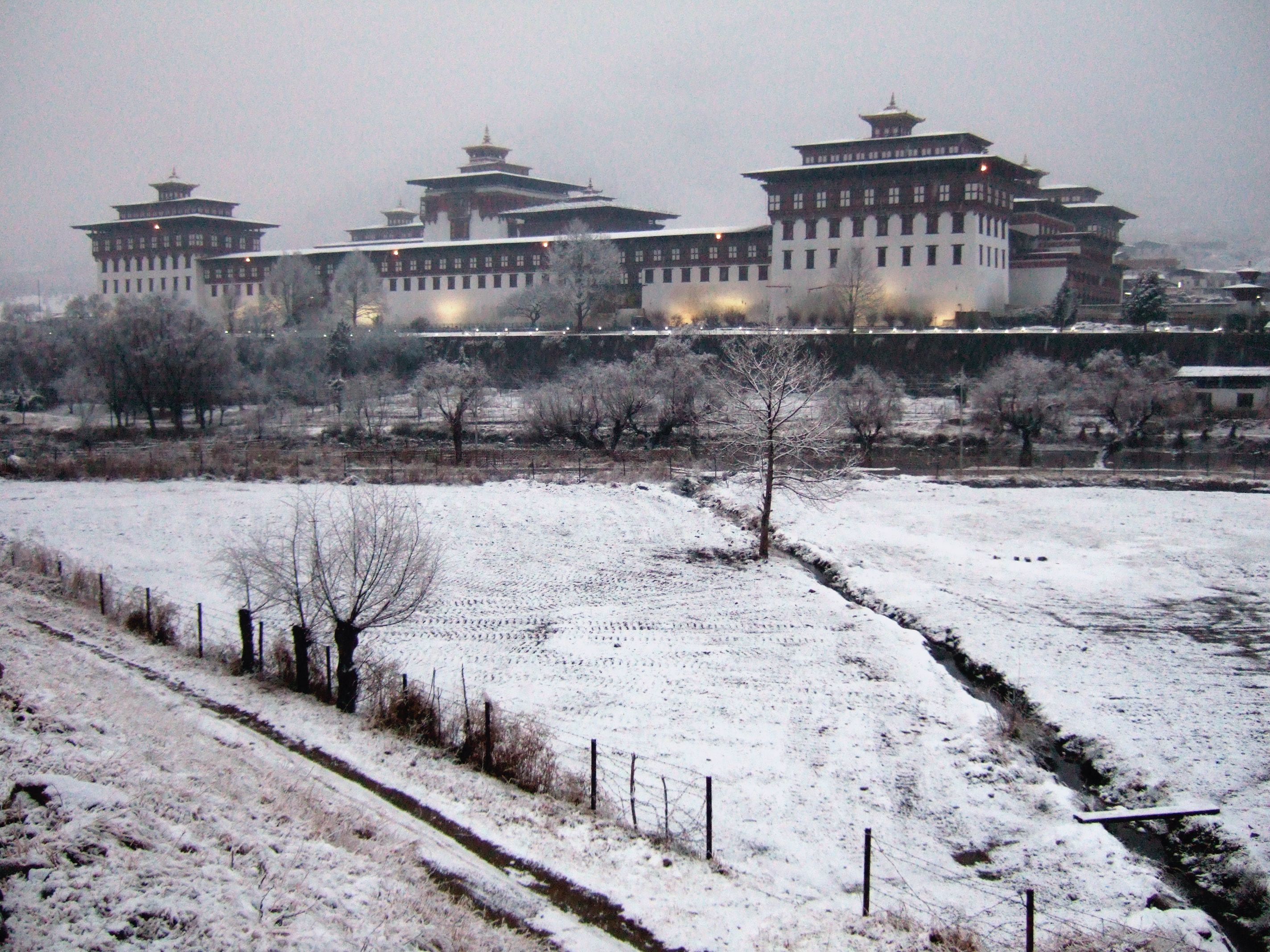
تساقط الثلوج في بوتان.

في الجنوب، تغطي تلال شيواليك غابات الهمالايا شبه الاستوائية عريضة الأوراق ووديان الأنهار الغرينية في الأراضي المنخفضة والجبال إلى حوالي 1500 متر (4900 قدم) فوق مستوى سطح البحر. تقع أغلب الدوارات في الهند على الرغم من وجود 10 - 15 كم (6.2-9.3 ميل) منها في بوتان. تنقسم دوارات بوتان إلى قسمين شمالي وجنوبي. الشمالية منها تجاور سفوح جبال الهيمالايا، وهي وعرة ذات تربة جافة مسامية مع غطاء نباتي كثيف وحياة برية وفيرة. أما الجنوبية فهي ذات تربة خصبة متوسطة يغلب عليها عشب السافانا والأدغال الكثيفة المختلطة وينابيع المياه العذبة. يغذي الأنهار الجبلية الثلوج أو الأمطار الموسمية وتصب في نهر براهمابوترا في الهند. أظهرت البيانات الصادرة عن وزارة الزراعة أن 64% من البلاد يغطيه الغطاء في أكتوبر 2005.

خريطة تصنيف كوبن للمناخ في بوتان

يختلف المناخ في بوتان مع الارتفاع، من المناخ شبه الاستوائي في الجنوب إلى المعتدل في المرتفعات والمناخ القطبي المثلج على مدار السنة في الشمال. تعيش بوتان خمسة فصول متميزة: الصيف والرياح الموسمية والخريف والشتاء والربيع. يمتلك غرب بوتان أغلب الأمطار الموسمية بينما يتمتع جنوب البلاد بصيف حار رطب وشتاء بارد؛ أما بوتان الوسطى والشرقية فمعتدلتان وأكثر جفافاً من الغرب مع صيف حار وشتاء بارد.

## الاقتصاد

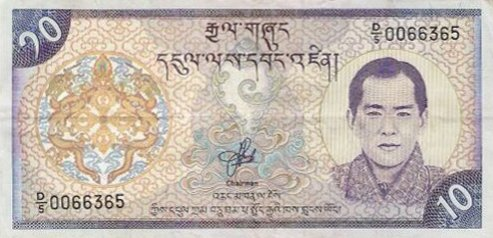
نغولتروم هي عملة بوتان

نغولتروم هي عملة بوتان وترتبط قيمتها بالروبية الهندية. كما تستخدم أيضاً الروبية كعملة قانونية في البلاد.
على الرغم من أن اقتصاد بوتان هي أحد أصغرها في العالم إلا أنه نما بسرعة في السنوات الأخيرة بنسبة ثمانية في المئة في 2005 و 14 في المئة في 2006. في 2007، امتلكت بوتان ثاني أسرع الاقتصادات نمواً في العالم مع معدل نمو اقتصادي سنوي قدره 22,4 في المئة. يُعزى ذلك أساساً إلى تكليف المشروع العملاق تالا للطاقة الكهرومائية. في مارس 2006 كان متوسط دخل الفرد في بوتان 1,321$.

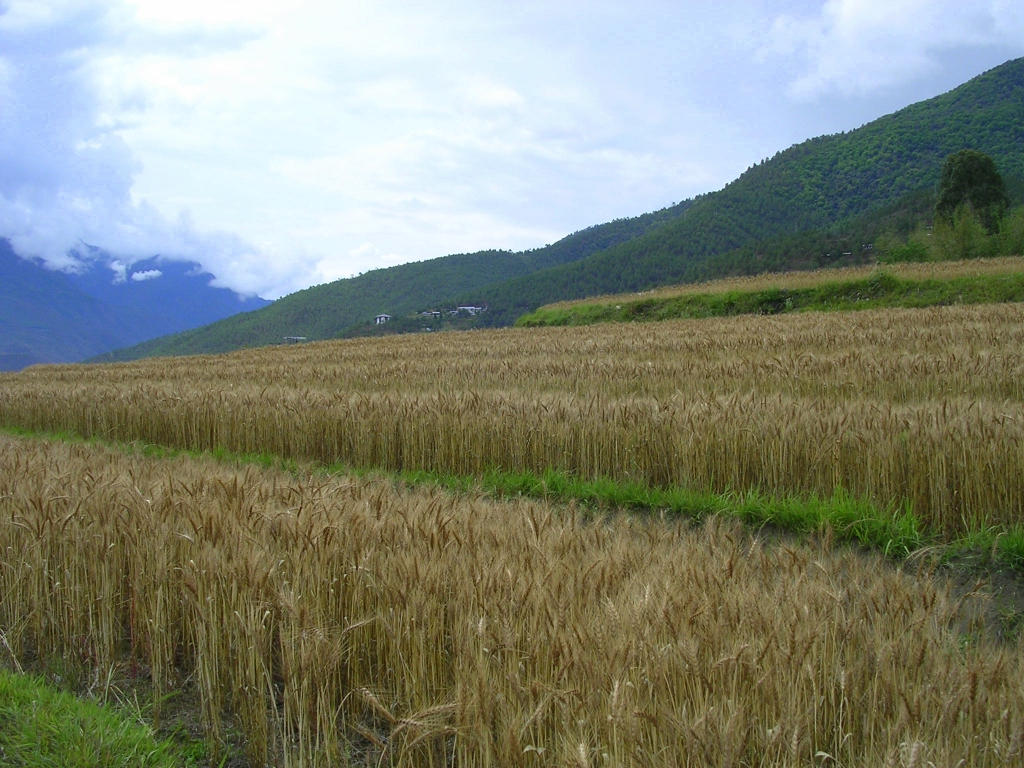
الزراعة في وادي بوناخا

يقوم اقتصاد بوتان على الزراعة والحراجة والسياحة وبيع الطاقة الكهرمائية إلى الهند. توفر الزراعة سبل العيش الرئيسية لأكثر من 80 في المئة من السكان. الممارسات الزراعية تتألف في معظمها من زراعة الكفاف وتربية الحيوانات. الحرف اليدوية والنسيج وخاصة صناعة الفنون الدينية للمصليات المنزلية والصناعات المنزلية الصغيرة. أدى تنوع المناظر الطبيعية من التلال إلى الجبال الوعرة إلى صعوبة بناء الطرق وغيرها من البنى التحتية إضافة إلى تكلفتها الكبيرة. يعني هذا الأمر بالإضافة إلى عدم القدرة على الوصول إلى البحر أن بوتان لن تتمكن من الاستفادة من إنتاجها. لا تمتلك بوتان أي سكك حديدية على الرغم من أن السكك الحديدية الهندية تخطط لربط جنوب بوتان إلى شبكتها الواسعة بموجب اتفاق وقع في يناير 2005. وقّع البلدان بوتان والهند اتفاقية 'تجارة حرة' في عام 2008 مما سمح لبوتان بالاستيراد والتوريد من أسواق ثالثة وعبور الهند بدون رسوم جمركية. كان لبوتان علاقات تجارية مع منطقة التبت حتى عام 1960 عندما أغلقت حدودها مع الصين بعد حدوث تدفق للاجئين.

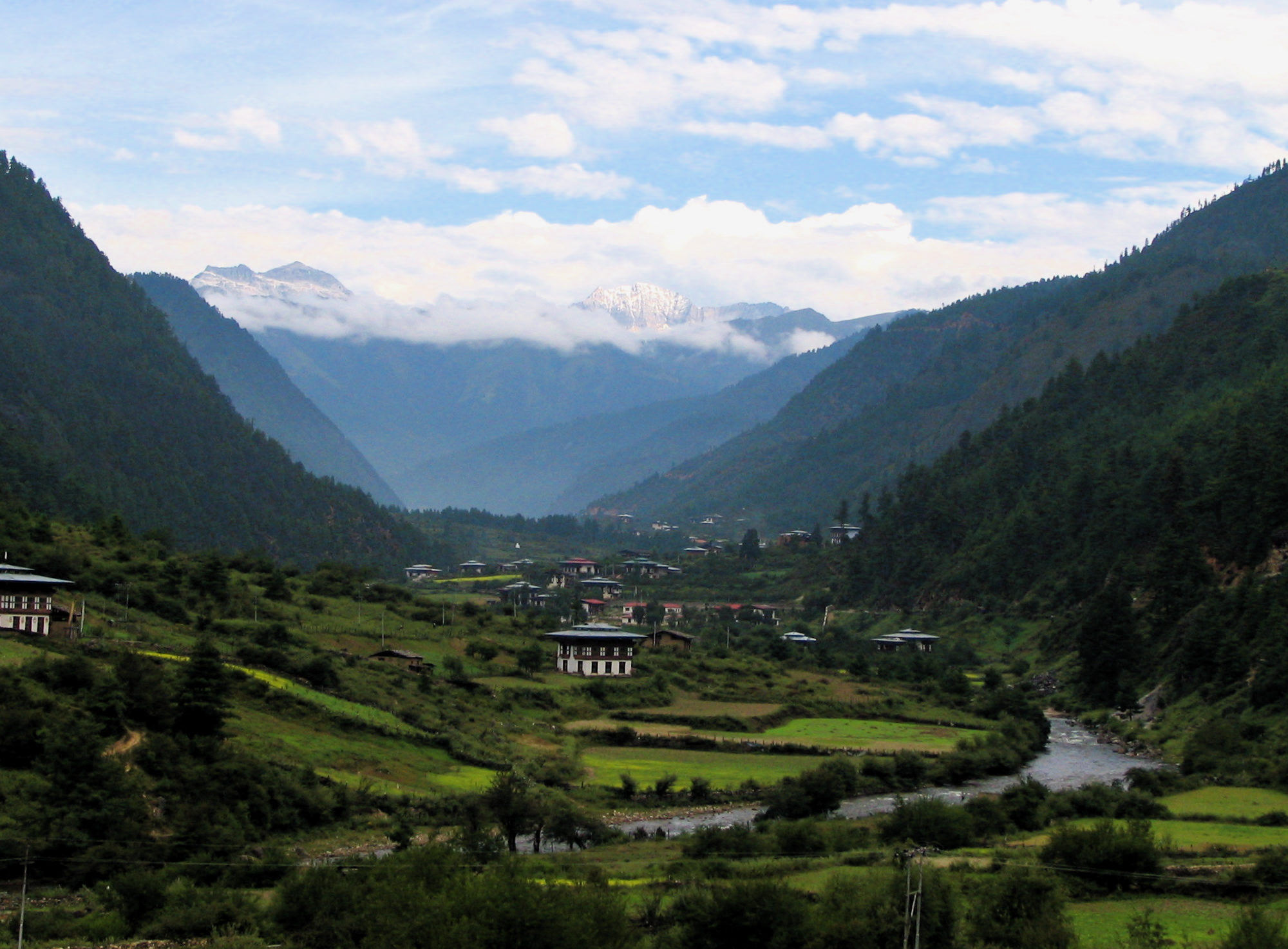
وادي ها في بوتان

القطاع الصناعي في طور التكون، ورغم أن معظم الإنتاج يأتي من الصناعات المنزلية، فإنه يجري حالياً تشجيع صناعات أكبر وتم الاستثمار في بعض الصناعات مثل الإسمنت والصلب وسبك المعدن. معظم مشاريع التنمية مثل بناء الطرق تعتمد على التعاقد مع العمالة الهندية. تشمل المنتجات الزراعية الأرز والفلفل الحار ومنتجات الألبان (الياك والبقر) والحنطة السوداء والشعير والمحاصيل الجذرية والتفاح والحمضيات والذرة في الارتفاعات المنخفضة. تشمل الصناعات الإسمنت والمنتجات الخشبية والفاكهة المعالجة والمشروبات الكحولية وكربيد الكالسيوم.
تجري الضرائب على الدخل الذي يتجاوز 100,000 نو سنوياً، لكن عدداً قليلاً جداً من أصحاب الأجور والمرتبات يتأهل. يقدر معدل التضخم في بوتان نحو ثلاثة في المئة في 2003. يبلغ حجم الناتج المحلي الإجمالي في بوتان نحو 2.913 مليار دولار (معدلاً لتعادل القوة الشرائية) مما يجعله الاقتصاد رقم 162 في العالم.
يبلغ متوسط دخل الفرد السنوي حوالي 1400 $ مما يضع البلاد في المرتبة 124 عالمياً. أما إجمالي الإيرادات الحكومية فهو نحو 272 مليون دولار على الرغم من أن النفقات تبلغ 350 مليون دولار. يتم تمويل 60 في المئة من نفقات الميزانية من قبل وزارة الهند للشؤون الخارجية. صادرات بوتان وبصورة رئيسية الكهرباء والهيل والجبس والخشب والحرف اليدوية والأسمنت والفاكهة والأحجار الكريمة والتوابل تبلغ 128 مليون يورو (طبقاً لتقديرات عام 2000). أما الواردات فتصل إلى 164 مليون يورو مما أدى إلى عجز تجاري. البنود الرئيسية المستوردة تشمل الوقود ومواد التشحيم الحبوب والآلات والسيارات والمنسوجات والأرز. شريك بوتان التجاري الرئيسي هي الهند وتصدر لها نحو 58,6 في المئة من البضائع ولهونغ كونغ نحو (30.1 ٪) وبنغلاديش (7.3%). بسبب إغلاق الحدود مع التبت فإن التجارة بين بوتان والصين الآن غير موجودة تقريباً. شركاء الاستيراد هم الهند (74.5%) واليابان (7.4%) والسويد (3.2%).

## التقسيمات الإدارية العامة
تقسم بوتان إلى أربعة دزونغدي (مناطق إدارية). تقسم الدزونغدي بدورها إلى دزونغخاغ (مناطق). هناك 20 دزنغ خاغ في بوتان. تنقسم دزونغ خاغ الكبرى إلى مقاطعات فرعية تعرف باسم دونغ خاغ. في المستوى الأساسي، تشكل مجموعات من القرى دائرة اسمها جيونغ (كتل) وتُدار من قبل غوب ينتخب من قبل الشعب.

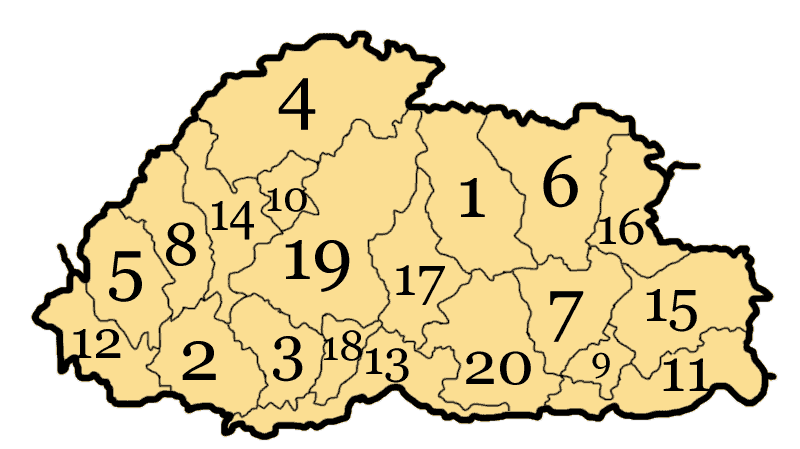
دزونغ خاغ بوتان

| 1. بومتانغ 2. تشوخا 3. داغانا 4. غاسا 5. ها 6. لونتسي 7. مونغار 8. بارو 9. بيماغاتشيل 10. بوناخا | 1. سامدروب جونغخار 2. سامتسي 3. ساربانغ 4. تيمفو 5. تراشيغانغ 6. تراشيايانغتسي 7. ترونغسا 8. تسيرانغ 9. وانغدو فودرانغ 10. تسيمغانغ |

## السكان
يتألف الشعب البوتاني أساساً من شارتشوب ونغالوب ويعرفان باسم البوتانيين الغربيين والبوتانيين الشرقيين على التوالي. نغالوب هم أساساً من البوتانيين في الجزء الغربي من البلاد. ترتبط ثقافتهم ارتباطاً وثيقاً بثقافة التبت. يمكن أن يقال الشيء نفسه عن شارتشوب المجموعة الشرقية في البلاد (لكنهم يتبعون تقليد نينغمابا بدلاً من الشكل الرسمي من البوذية التبتية دروكبا كاجيو). في العصر الحديث ومع تحسن البنية التحتية كان هناك الكثير من التزاوج بين هذه الجماعات. في أوائل السبعينيات شجعت الحكومة على التزاوج بين لوتشامبا والمجتمع البوتاني الرئيسي.

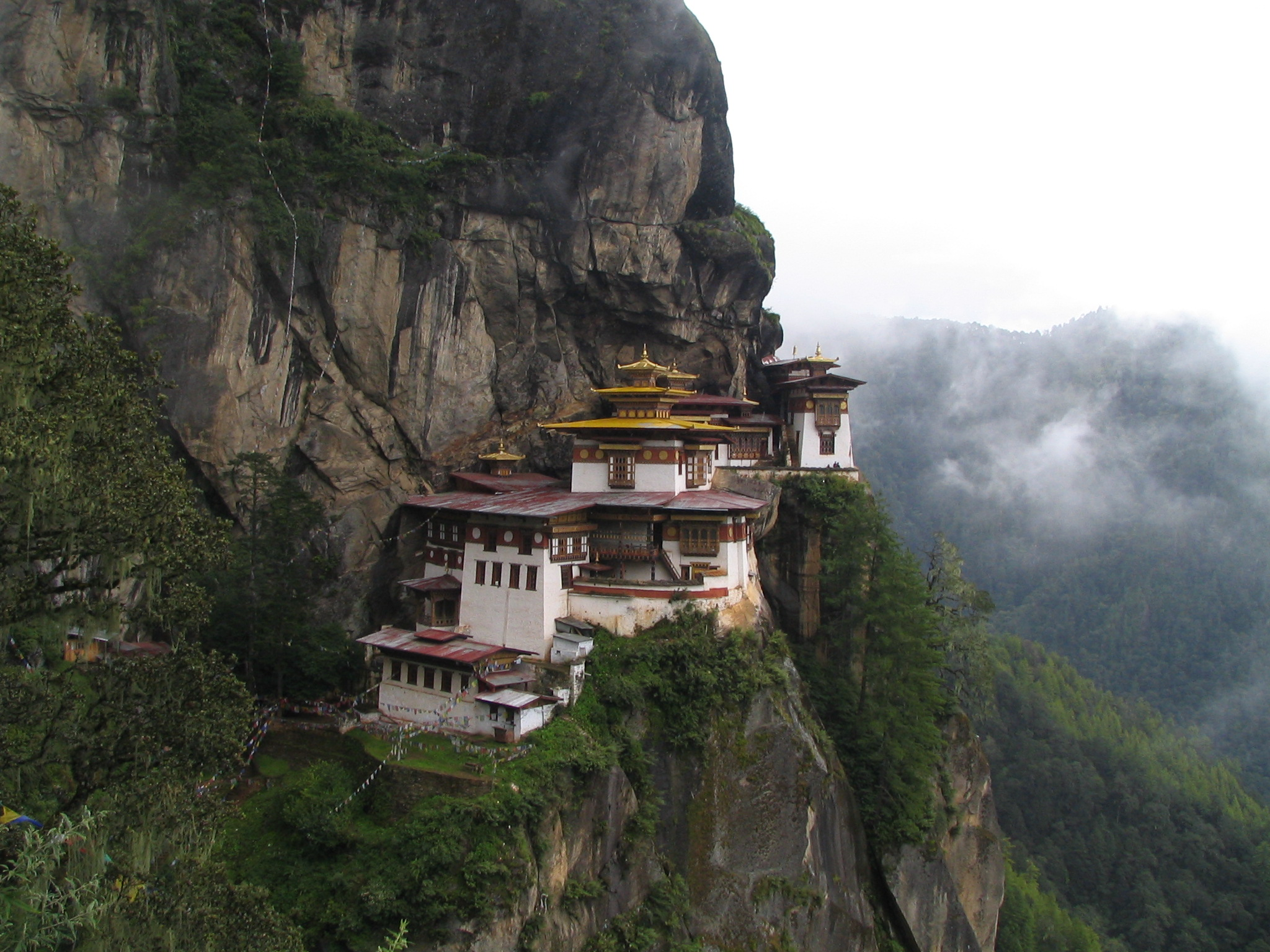
معبد تاكشانغ، المعروف أيضاً "عش النمر".

اللغة الوطنية هي دزونخا وهي واحدة من 53 لغة في أسرة اللغات التبتية. تدعى الكتابة باسم تشوكي («لغة دارما») وهي مطابقة للتبتية الكلاسيكية. يجري التدريس باللغة الإنجليزية بينما دزونخا هي اللغة الوطنية. يذكر لغات العالم وجود 24 لغة يتحدث بها حالياً في بوتان وجميعها من الأسرة تيبتو - بورمية باستثناء النيبالية وهي من اللغات الهندوآرية. حتى الثمانينيات رعت الحكومة تدريس النيبالية في المدارس في جنوب بوتان. مع ذلك وبعد قيام انتفاضة مسلحة في الجنوب ألغيت النيبالية من المناهج الدراسية.

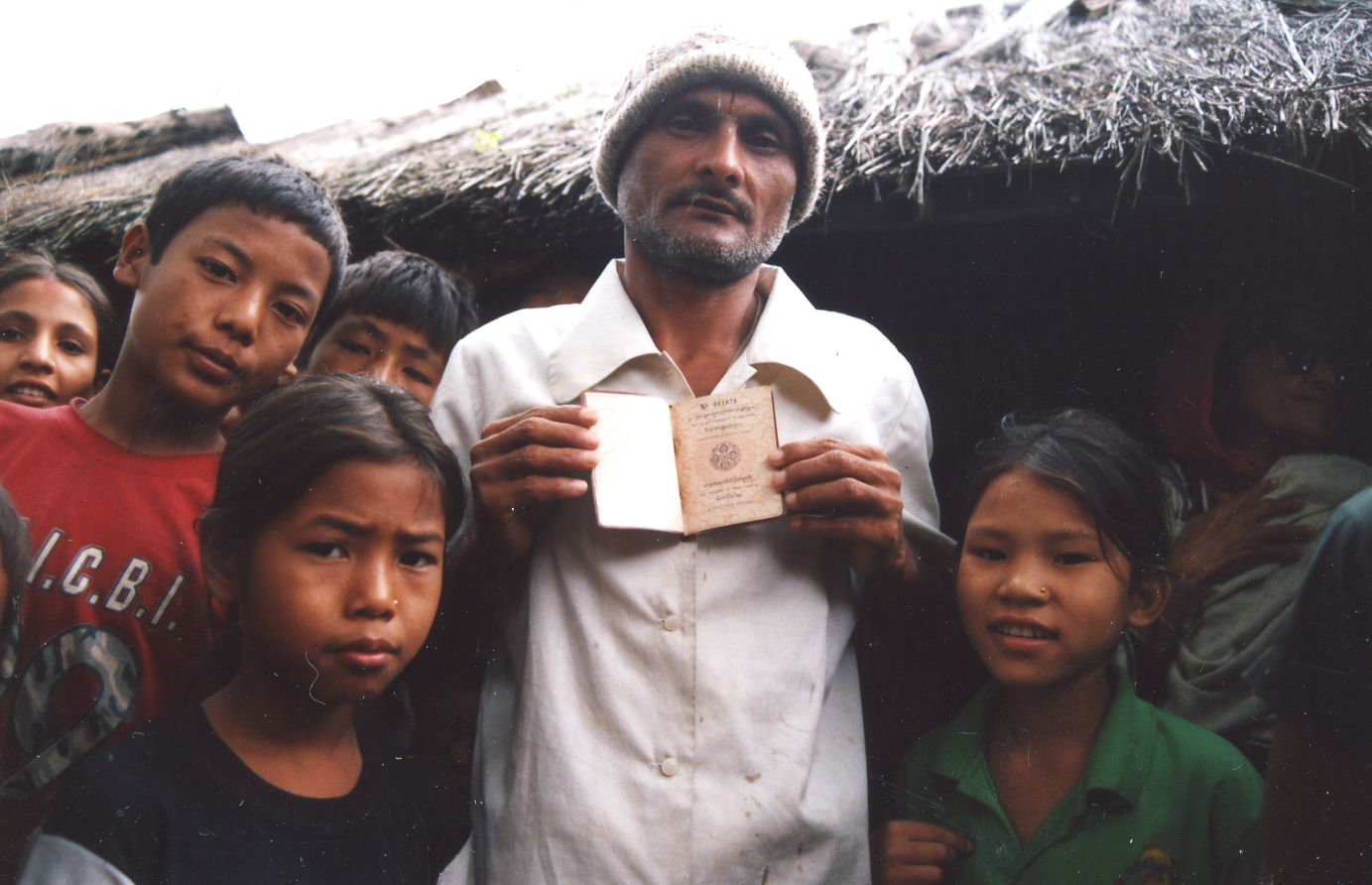
المهاجرون النيباليون العرقيون ("لوتسامبا") الذين طُردوا قسراً من بوتان، ووصلوا إلى نيبال في أوائل تسعينيات القرن العشرين

لا تزال لغات بوتان غير جيدة التمايز وعدة منها لم يتم تسجيلها في قواعد أكاديمية معمقة، قبل التسعينات شكل لوتسامبا (المجتمع المتحدث بالنيبالية) نحو 49% من تعداد سكان جنوبي بوتان. لكن خلال التسعينات اتبعت الحكومة سياسة لغة واحدة وثقافة واحدة ولهذا اضطر اللوتسامبا إلى ارتداء الزي الوطني لبوتان والذي لا يتناسب مع ارتفاع درجات الحرارة في المنطقة الجنوبية. تلى ذلك احتجاجات على هذا التمييز الثقافي مما أدى إلى طرد أكثر من 100,000 من لوتسامبا، لجأ هؤلاء إلى نيبال عبر الهند. جميع المحادثات الثنائية بين نيبال وبوتان لعودة اللاجئين البوتانيين (لوتسامبا) كانت عقيمة. هكذا تحاول مفوضية مساعدة اللاجئين على الاستقرار في مختلف البلدان المتقدمة مثل النرويج والولايات المتحدة وكندا وغيرها.
بلغ معدل محو الأمية نحو 59,5%. كما متوسط أعمار السكان 22.3 عاماً. بينما يصل مأمول الحياة إلى 62.2 سنة (61 للذكور و 64.5 للإناث) وفقا لأحدث البيانات الصادرة عن البنك الدولي. هناك 1070 من الذكور لكل 1000 من الإناث.

### الدين
| الدين في بوتان (2020) | الدين في بوتان (2020) | الدين في بوتان (2020) | الدين في بوتان (2020) | الدين في بوتان (2020) |
| --------------------- | --------------------- | --------------------- | --------------------- | --------------------- |
| الدين                 | الدين                 |                       | النسبة                | النسبة                |
| البوذية               | البوذية               |                       | 84.3%                 | 84.3%                 |
| الهندوسية             | الهندوسية             |                       | 11.3%                 | 11.3%                 |
| ديانة بون             | ديانة بون             |                       | 3.2%                  | 3.2%                  |
| أخرى                  | أخرى                  |                       | 1.2%                  | 1.2%                  |

يقدر ان ما بين ثلثي وثلاثة ارباع الشعب البوتاني يتبع الديانية بوذية فاجرايا والتي هي أيضا دين الدولة وما بين الربع والثلث يتبعون الديانة الهندوسية.
إسلام والديانات الأخرى لا توجد الا بنسبة 1 بالمئة من السكان. الإطار القانوني الحالي هذه الضمانات: حرية الدين والتبشير قد منع بقرار الحكومة الملكي.
لقد ادخلت البوذية إلى بوتان في القرن السابع بعد الميلاد. وفقا للأسطورة المعلم الرينبوشي أمر ملك التيبت ترايسونج ديتسين ببناء 108 معابد في جميع نواحي جبال الهمالايا.عمل ذلك من شانه ان يساعد في اخضاع الشيطان والسماح لبناء سايمي معبد في التيبيت. 2 من ال108 معابد يقعوا في بوتان الأول في بارو اما الثاني في بومثانج وبني في 637 ميلادي.

### اللغة
البوتانية أو الدزونخا هي لغة نغالوب، أما اللغة التبتية الجنوبية فهي اللغة المفهومة جزئياً من سكان إقليم سيكيم ويتحدثها نحو 25 ٪ من السكان. يتحدث تشانغلا لغة الشارتشوب واللغة ما قبل التبتية الرئيسية في بوتان عدد مماثل من الناس. من الصعب تصنيفها ويمكن أن تقع في فرع مستقل عن اللغات التيبتو بورمية. يتحدث النيبالية 40 ٪ من السكان اعتبارا من عام 2006. أكبر لغات الأقليات هي الآسامية (17 ٪ وهي لغة المهاجرين) دزالا (11 ٪) وليمبو (10 ٪ من المهاجرين) وخينغ (8 ٪).

## الثقافة
يندر وجود جانب من الجوانب الثقافية في بوتان لا يتصل بالديانة البوذية أو لم يتأثر بها. باستثناء عدد من دور السينما لا يزيد على أربعة، وصحيفة واحدة في البلاد وغيرها من معالم ثقافية عصرية محدودة الانتشار. ويبرز أثر البيئة والتراث الديني في التصوير والزخرفة والزركشة وفنون العمارة والرقص والموسيقا وغيرها. وتتجلى مهارات السكان الفنية في المجالات المعبرة عن إحساس روحي عارم، ولاسيما في التصوير والزخرفة والحفر على الخشب والعظام وبناء واجهات المباني والمؤسسات وتجميلها، ويغلب الطابع التقليدي المحلي على كل مبنى ومسكن. لكن أبرز المعالم العمرانية المحلية هي الأديرة والمعابد والصوامع، والمواد المستخدمة في كل هذا محلية المصدر والصنع. وللرقص مكانة خاصة ويعبر عن عمق المؤثرات الدينية في الحركات والإيقاع الموسيقي واللباس ولاسيما الأقنعة كما تحتل رياضة الرمي بالقوس مكانة خاصة. أما الآداب والنواحي الأخرى المرتبطة بها فتكاد تقتصر على إنتاج محدود ومتأثر بالبيئة المحلية والدينية ولم تكتسب الآداب الأخرى وأشكالها مكانة تستحق الذكر.
كما أنه لدى هذا البلد تاريخاً من الاهتمام بالطوابع البريدية.

### الرياضة
الرياضة الأكثر شعبية في بوتان هي الرماية، وتقام المنافسات بشكل عام في معظم القرى. وهو يختلف عن المعايير الأولمبية في التفاصيل التقنية مثل وضع الأهداف. هناك هدفان بينهما وبين الرامي مسافة أكثر من 100 مترا والفرق ترمي من طرف واحد من الملعب إلى آخر. كل عضو في الفريق يرمي سهمين لكل جولة. الرماية التقليدية في بوتان هي مناسبة اجتماعية ويتم تنظيم مسابقات بين القرى والبلدات، وفرق الهواة. عادة ما يكون هناك الكثير من الطعام والشراب مع الغناء والرقص. محاولات لتشتيت انتباه الخصم تشمل هي دائمة حول الهدف مما يسخر مشتت الانتباه من قدرة الرامي. السهام (khuru) هي رياضة في الخارج شعبية على حد سواء، في اللعبة، السهام تكون سهام خشبية ثقيلة على رأسها مسمار طوله 10 سم وتلقى على هدف غلافه عادي الحجم بعده عشرة إلى عشرين مترا.
منتخب بوتان لكرة القدم هو من المنتخبات الناجحة في المنطقة، مما يجعل كرة القدم من الرياضات الشعبية في بوتان. دخل المنتخب الفيفا عام 2000، وقد كان هناك منتخب بوتاني منذ السبعينيات وقد تأسس سنة 1983. في 30 يونيو 2002 لعب المنتخب ضد مونتسرات (في نفس يوم النهائي لكأس العالم 2002) وتغلب عليه 4-0 في ملعب تشانغليميثانغ في تيمفو عاصمة بوتان بحيث كانت هذه اللعبة، والتي سميت بـ«ذا أذر فاينال» (The Other Final)، أول فوز لمنتخب البوتان وأيضا صنع لها فيلم باسم «ذا أذر فاينال» (The Other Final). لقد شهد الفريق نجاحا في بطولة الكأس الذهبية لدول جنوب آسيا SAFF 2008 بحيث خسروا في نصف النهائي أمام الهند 2-1.

## معرض الصور

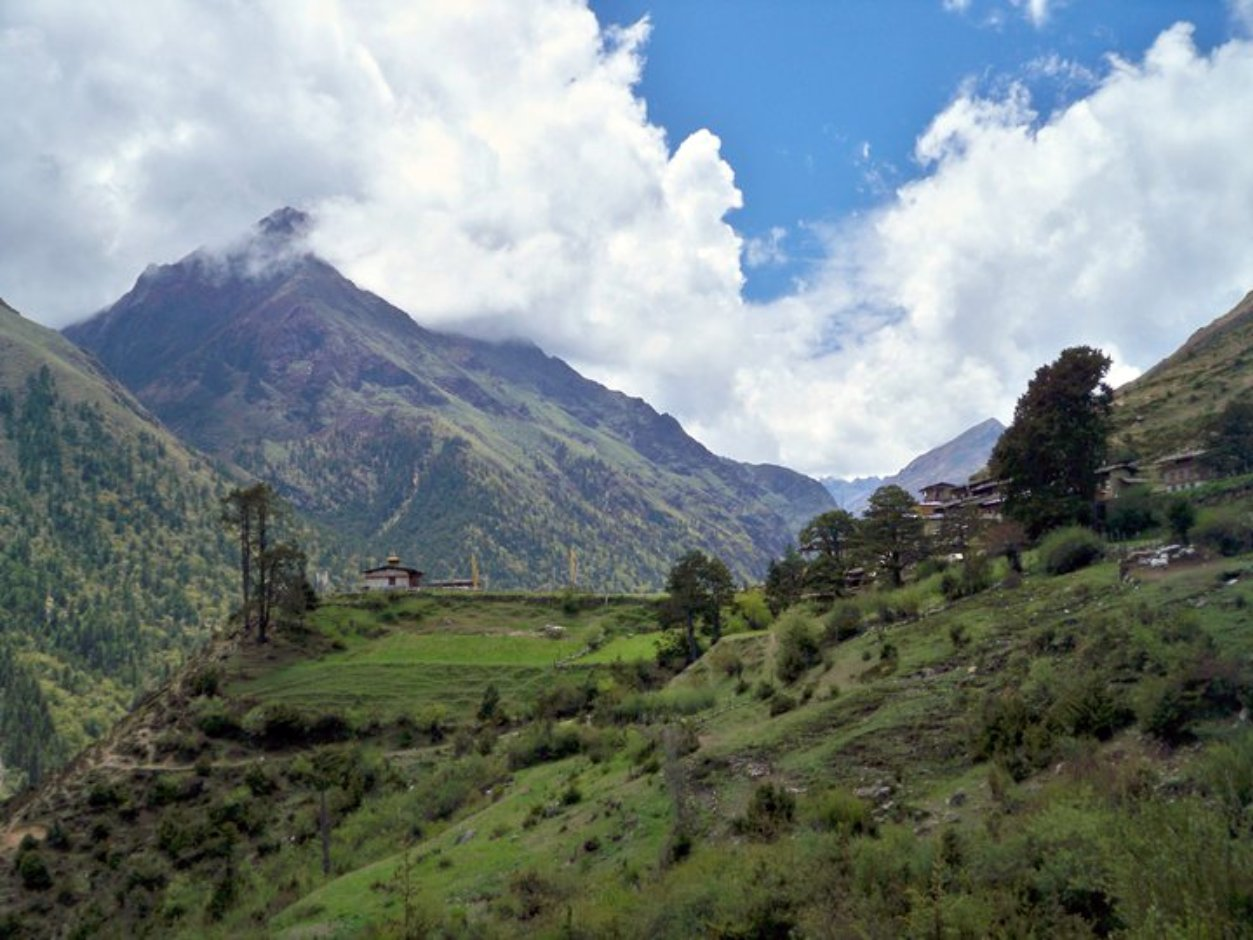
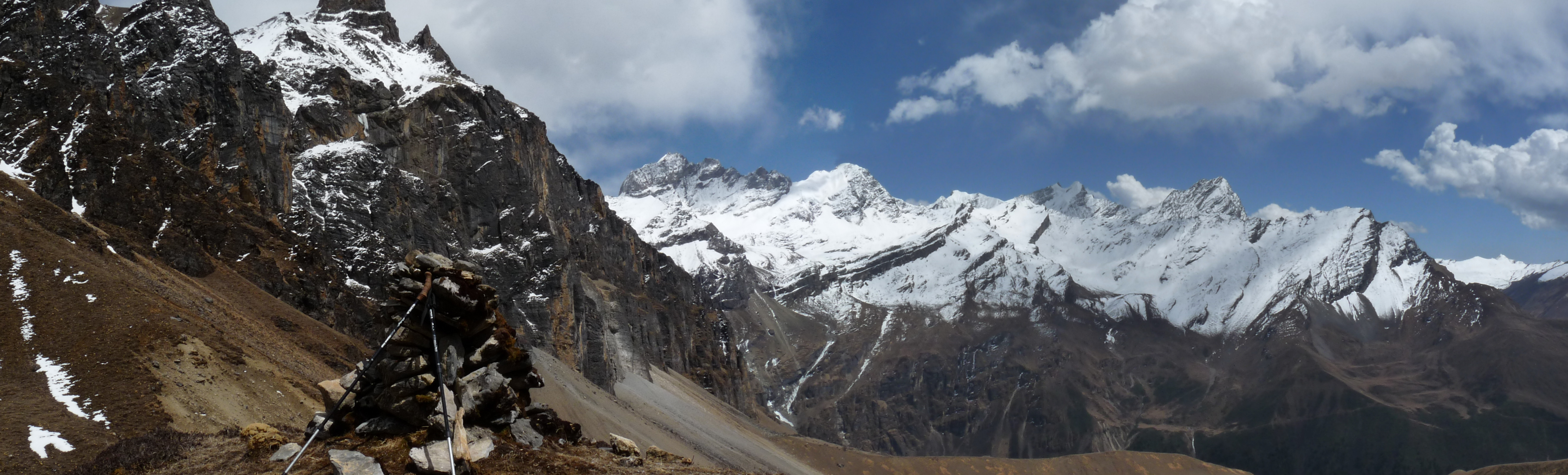
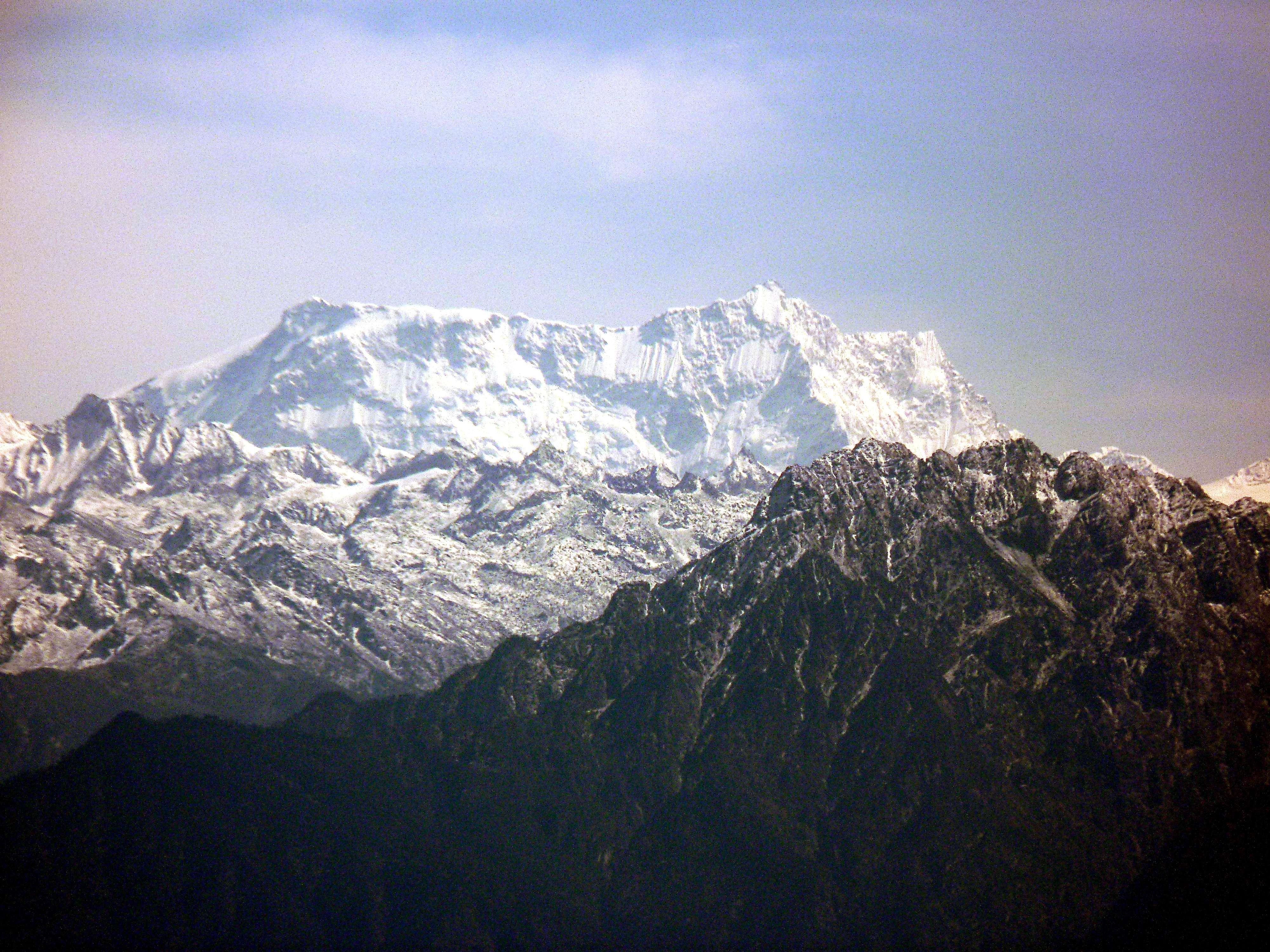
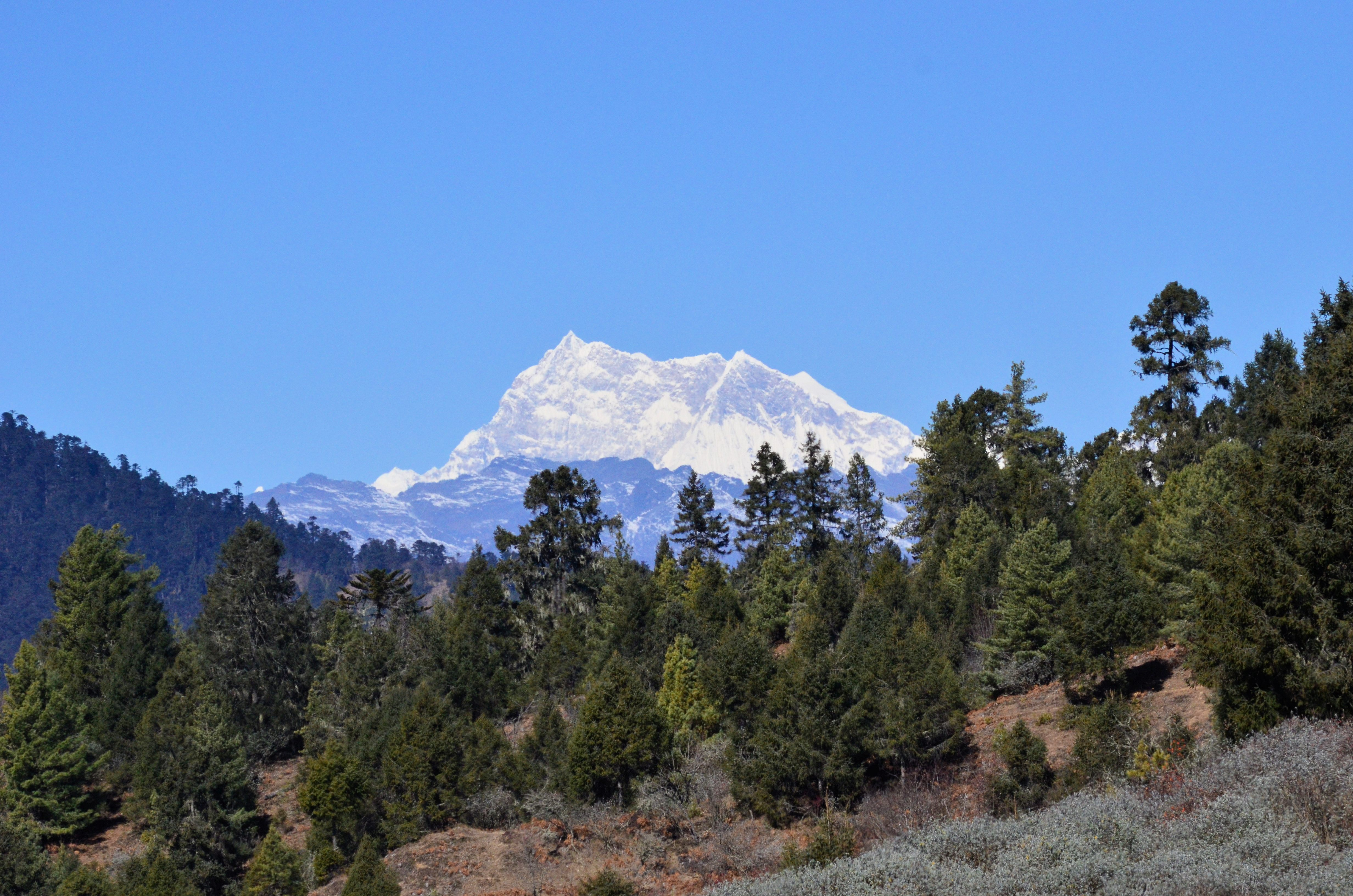

## وصلات خارجية
- مقالة بوتان في الموسوعة العربية